# Cuando besa mi marido
Cuando besa mi marido es una película de Argentina en blanco y negro dirigida por Carlos Schlieper según su propio guion escrito en colaboración con Ariel Cortazzo basado en la obra Sexteto de Ladislas Fodor que se estrenó el 17 de mayo de 1950 y que tuvo como protagonistas a Ángel Magaña, Juan Carlos Thorry y Malisa Zini.
Sobre la misma obra teatral, Enrique Carreras dirigió las versiones fílmicas Matrimonio a la argentina en 1968 y Los reyes del sablazo en 1984.

## Sinopsis
Los malentendidos que se producen cuando una mujer encuentra en el impermeable de su esposo la carta de amor de una bailarina.

## Reparto
- Cristina Berys
- Susana Campos
- Max Citelli
- Alberto de Mendoza
- Carlos Enríquez
- Aurelia Ferrer
- Olga Gatti
- Daniel Hallez
- Marga Landova
- Adolfo Linvel
- Ángel Magaña
- Santiago Rebull
- Hilda Rey
- Nélida Romero
- Alfredo Suárez
- Juan Carlos Thorry
- Amelia Vargas
- Wanda Were
- Malisa Zini

## Comentarios
Dijo King en el diario El Mundo, que Schlieper no cae en ningún momento en el recurso vulgar a pesar de que todo su desarrollo resuma peligrosa picardía, jugada a todo lujo con esa rapidez obligada en comedias de este tipo. Una buena comedia acerca del encubrimiento con la guerra de los sexos típica del director.